# 傑怪老
傑怪老（けつかいろう、1966年 - ） (Kairough Ketu)は日本のイラストレーター。血液型はO型。

## 来歴
メサイヤにプログラマーとして入社するが、その後グラフィッカーになり『重装機兵ヴァルケン』等を手がける。
1993年1月に鈴木英夫らと有限会社大宮ソフトを立ち上げ、同社の美術部長として『FRONT MISSION SERIES GUN HAZARD』、『カルドセプト』、『アーモダイン』等を手がける。

## 人物
『カルドセプト』、『カルドセプト セカンド』ではキャラクターデザインを担当しており、ゼネスやゴリガン等のゲーム中のイラストも手がけている。独特の重厚な塗り口と、絵柄の濃いタッチが特徴。
料理が得意で大宮ソフトの食事も作っている。大宮ソフトを訪れた人は一様にご馳走（例：モツ鍋、キーマカレー、特大ハンバーグ、赤ビーフン）を振舞われたとレポートしている。

## 代表作
- 重装機兵ヴァルケン（1992年12月18日、スーパーファミコン）
- ヘッドバスター（1991年3月15日、ゲームギア）
- ロードモナーク とことん戦闘伝説（1994年6月24日、メガドライブ）
- FRONT MISSION SERIES GUN HAZARD（1995年2月23日、スーパーファミコン）
- カルドセプトシリーズ（1997年 - ）
- 機甲装兵アーモダイン（2007年2月22日、PlayStation 2）
- ブレイブ フロンティア レゾナ（2021年9月15日 - 2022年4月25日、iOS/Android）
- Voice of Cards ドラゴンの島（2021年10月、Nintendo Switch/PlayStation 4/Steam） - シェーダー制作[1]